# Liste der Kulturdenkmäler in Halsdorf
In der Liste der Kulturdenkmäler in Halsdorf sind alle Kulturdenkmäler der rheinland-pfälzischen Ortsgemeinde Halsdorf aufgeführt. Grundlage ist die Denkmalliste des Landes Rheinland-Pfalz (Stand: 27. Juni 2022).

## Einzeldenkmäler
| Bezeichnung                                           | Lage                                   | Baujahr                    | Beschreibung                                                                                           | Bild                           |
| ----------------------------------------------------- | -------------------------------------- | -------------------------- | --- | ------------------------------ |
| Katholische Filialkirche St. Ignatius und Franz Xaver | Hauptstraße 8 Lage                     | 1778                       | Saalbau mit Dachreiter, bezeichnet 1778                                                                | weitere Bilder Fotos hochladen |
| Schuppen                                              | Hauptstraße, gegenüber Nr. 11 Lage     |                            | Schuppen; massiv eingebaute, zweigeschossige offene Holzkonstruktion                                   | BW                             |
| Hofanlage                                             | Hauptstraße 13 Lage                    | 1786                       | Einhaus, bezeichnet 1786, Stalltrakt mit Heuböden, gegenüber Keller im Hang                            | Fotos hochladen                |
| Wohnhaus                                              | Hohlstraße 4 Lage                      | 1852                       | ehemaliges Lehrerwohnhaus; Wohnhaus mit anspruchsvoller Fassade, 1852, Architekt Kreisbaumeister Wolff | Fotos hochladen                |
| Friedhofskreuz                                        | Im Reuland Lage                        | Mitte des 19. Jahrhunderts | Friedhofskreuz mit Eisernem Kreuz, Mitte des 19. Jahrhunderts                                          | BW                             |
| Wohnhaus                                              | Kapellenweg 1 Lage                     | um 1780                    | Wohnhaus; ehemaliges Flurküchenhaus mit Kniestock, wohl um 1780                                        | Fotos hochladen                |
| Hofanlage                                             | Schulstraße 4 Lage                     | 1786                       | Streckhof; Wohnhaus, bezeichnet 1786, spätere Erweiterung                                              | Fotos hochladen                |
| Wegekreuz                                             | nördlich des Ortes an der K 11 Lage    | 1777                       | Wegekreuz; reliefierter Schaft, bezeichnet 1777, Abschlusskreuz mit Korpus                             | weitere Bilder Fotos hochladen |
| Wegekreuz                                             | nordöstlich des Ortes an der K 12 Lage | um 1929                    | Gedenkkreuz, Rotsandstein, um 1929                                                                     | Fotos hochladen                |